# Academia de Derecho Internacional de La Haya

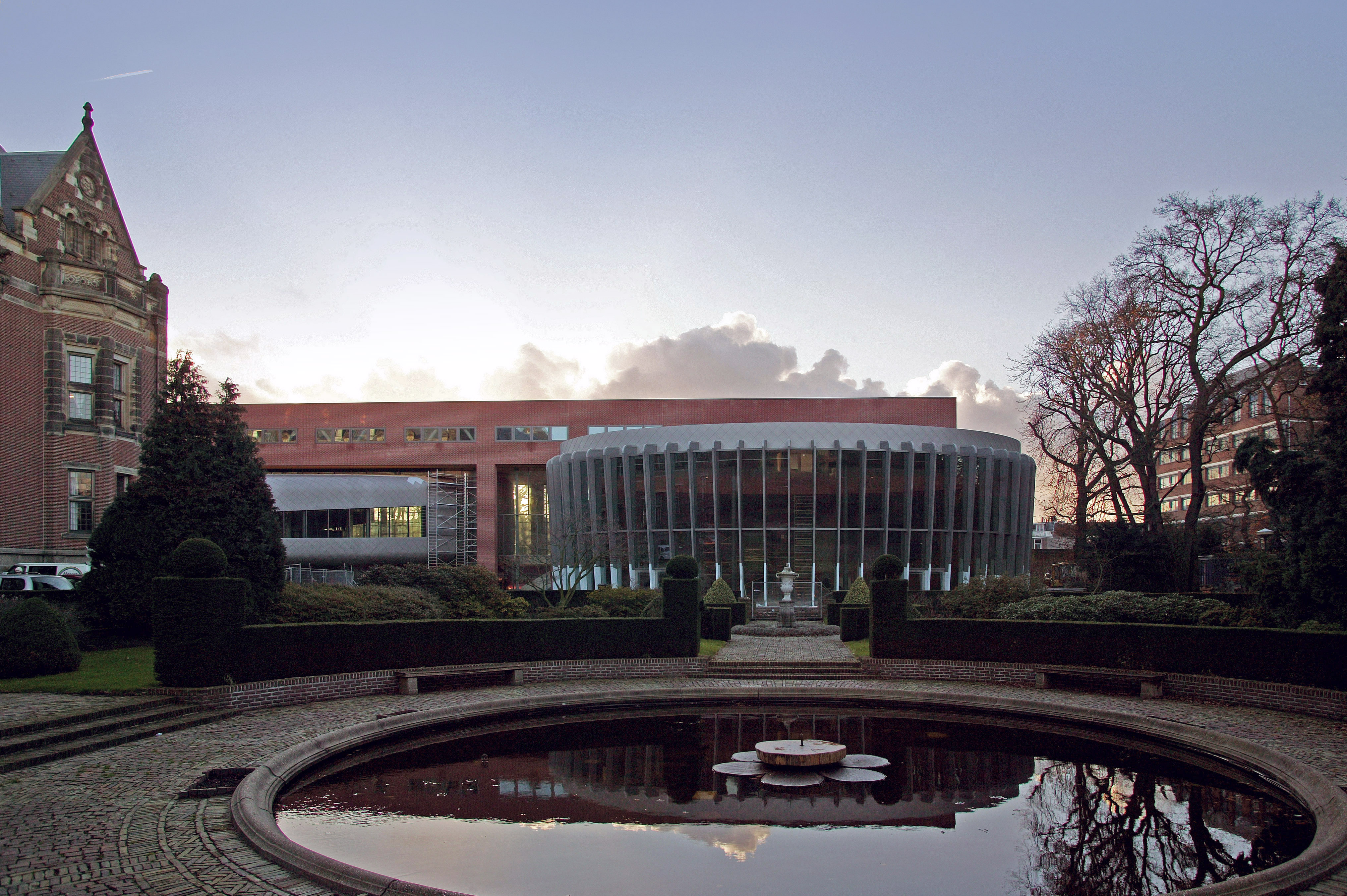
Jardín detrás del Palacio de la Paz diseñado por Elias Canneman y Elisabeth Canneman-Philipse en 1977

La Academia de Derecho Internacional de La Haya (The Hague Academy of International Law, en inglés) es una institución académica privada fundada en 1923 gracias a los fondos de la Carnegie Foundation de Washington D. C. y sita en la capital política de los Países Bajos. En concreto, tiene su sede en el Palacio de la Paz de La Haya, sede asimismo del Tribunal Internacional de Justicia. 
La Academia es un centro de investigación y enseñanza en los campos del Derecho internacional público y privado. Su filosofía está basada en la máxima kelseniana de lograr la paz a través del Derecho (peace through law). Sus cursos de verano gozan de relevancia y prestigio internacionales.
Su principal órgano directivo es el Curatorium, compuesto por dieciséis miembros. 